# Bannatoli
Bannatoli (nep. बान्नाटोली) – gaun wikas samiti w zachodniej części Nepalu w strefie Seti w dystrykcie Achham. Według nepalskiego spisu powszechnego z 2011 roku liczył on 600 gospodarstw domowych i 2933 mieszkańców (1621 kobiet i 1312 mężczyzn).